# Ozero Krasnodvorskoje
Ozero Krasnodvorskoje (ryska: Озеро Краснодворское) är en sjö i Belarus.   Den ligger i voblasten Vitsebsks voblast, i den nordöstra delen av landet, 240 km nordost om huvudstaden Minsk. Ozero Krasnodvorskoje ligger 163 meter över havet.
Omgivningarna runt Ozero Krasnodvorskoje är en mosaik av jordbruksmark och naturlig växtlighet. Runt Ozero Krasnodvorskoje är det ganska tätbefolkat, med 139 invånare per kvadratkilometer.